# Federico Tinoco Granados
General José Federico Alberto de Jesús Tinoco Granados, född 21 november 1868 i San José, Costa Rica, död 7 september 1931 i Paris, Frankrike var en militär och politiker från Costa Rica och landets president och diktator 1917–1919. Han är den enda militärdiktatorn i Costa Ricas historia.
Efter att ha gjort karriär inom armén utsågs han 1914 av den då nytillträdde presidenten Alfredo González Flores till krigsminister i dennes regering. Den 27 januari 1917 tog han makten i en militärkupp tillsammans med sin bror José Joaquìn Tinoco Granados och störtade president González Flores.
Hans diktatur, som stöddes av den konservativa överklassen, var våldsam och brutal och skydde inga medel för att krossa all opposition. Han misslyckades dock med att få USA:s erkännande och därmed även dess stöd vilket gjorde att han på sikt skulle få mycket svårt att behålla makten och att hans styre blev extremt isolerat då regeringarna i de övriga centralamerikanska staterna var beroende av USA:s stöd och därför inte vågade knyta några band till den nya regimen, detta fick till följd att han successivt förlorade både överklassens och militärens stöd. I mitten av juni 1919 utbröt ett folkligt uppror mot regimen, delar av militären ställde sig då på folkets sida vilket ledde till att Tinoco Granados  tvingades avgå i augusti samma år. Han flydde till Paris där han levde i exil fram till sin död 1931.